# トム・ボーウェン
トム・ボーウェン（Tom Bowen、1993年1月31日 - ）は、イングランドのラグビー選手。

## プロフィール
- イングランド・ロンドンリッチモンド・アポン・テムズ区出身[1]。
- ポジションはウィング(WTB)。
- 身長 189cm、体重 85kg
- 7人制イングランド代表に選ばれたことがある[2]。

## 略歴
2021年、東京五輪の7人制イギリス代表バックアップメンバーに選ばれた。